# Seven de Bucarest 2022
El Seven de Bucarest 2022 fue un torneo de selecciones nacionales de rugby 7 de Europa.
El torneo entregó cuatro boletos para la Copa del Mundo de Rugby 7 de 2022.
El torneo se disputó en el Stadionul Arcul de Triumf de Bucarest, Rumania.

## Fase de grupos

### Grupo A
| Pos | Países   | Partidos | Partidos | Partidos | Tantos | Tantos | Tantos | Pts |
| Pos | Países   | G        | E        | P        | PF     | PC     | DP     | Pts |
| --- | -------- | -------- | -------- | -------- | ------ | ------ | ------ | --- |
| 1   | Irlanda  | 3        | 0        | 0        | 123    | 5      | 118    | 9   |
| 2   | Italia   | 2        | 0        | 1        | 40     | 36     | 4      | 7   |
| 3   | Portugal | 1        | 0        | 2        | 56     | 43     | 13     | 5   |
| 4   | Polonia  | 0        | 0        | 3        | 10     | 145    | 135    | 3   |

### Grupo B
| Pos | Países          | Partidos | Partidos | Partidos | Tantos | Tantos | Tantos | Pts |
| Pos | Países          | G        | E        | P        | PF     | PC     | DP     | Pts |
| --- | --------------- | -------- | -------- | -------- | ------ | ------ | ------ | --- |
| 1   | España          | 3        | 0        | 0        | 123    | 22     | 101    | 9   |
| 2   | Bélgica         | 2        | 0        | 1        | 78     | 29     | 49     | 7   |
| 3   | República Checa | 1        | 0        | 2        | 25     | 114    | -89    | 5   |
| 4   | Lituania        | 0        | 0        | 3        | 20     | 81     | -61    | 3   |

### Grupo C
| Pos | Países   | Partidos | Partidos | Partidos | Tantos | Tantos | Tantos | Pts |
| Pos | Países   | G        | E        | P        | PF     | PC     | DP     | Pts |
| --- | -------- | -------- | -------- | -------- | ------ | ------ | ------ | --- |
| 1   | Alemania | 3        | 0        | 0        | 90     | 17     | 73     | 9   |
| 2   | Gales    | 2        | 0        | 1        | 88     | 26     | 62     | 7   |
| 3   | Georgia  | 1        | 0        | 2        | 36     | 66     | -30    | 5   |
| 4   | Rumania  | 0        | 0        | 3        | 7      | 112    | -105   | 3   |

## Fase final
- Los ganadores clasifican a la Copa del Mundo de Rugby 7 de 2022.

| 17 de julio | Irlanda | 17 - 12 | Georgia |  |  |

| 17 de julio | España | 19 - 20 | Portugal |  |  |

| 17 de julio | Alemania | 24 - 7 | Italia |  |  |

| 17 de julio | Gales | 24 - 12 | Bélgica |  |  |